# Pont de Pont-de-l'Arche
Le pont de Pont-de-l'Arche est un pont routier sur la Seine et l'Eure, il relie la rive droite d'Igoville à la rive gauche de Pont-de-l'Arche (Eure).

## Historique

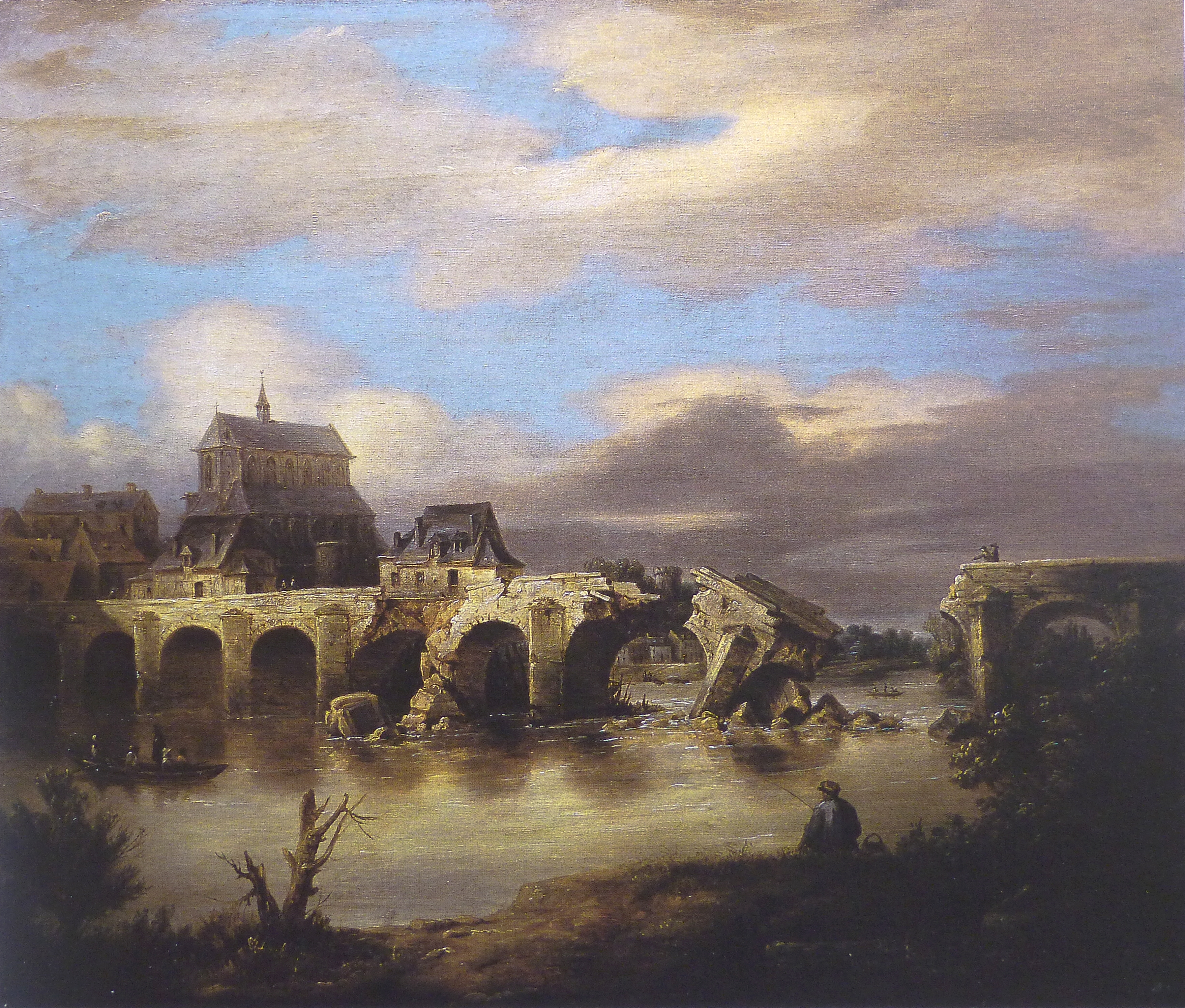
L'effondrement du Pont-de-l'Arche, toile de Jacques-Philippe Renout, vers 1856, musée de Louviers.

La présence d'un pont dans ce secteur remonte au Haut Moyen Âge. Profitant de la confluence après un cours parallèle sur plusieurs centaines de mètres de la Seine et de l'Eure (rivière), l'endroit offrait des facilités techniques et la possibilité de construire une défense en son milieu.
Ainsi un pont en bois avec vingt-deux arches fermées de herses protégé par deux forts situés de part et d'autre fut construit à partir de 862, par Charles le Chauve pour essayer de contrer l'avancée des Vikings sur la Seine. Le pont « de l'Arche » (c'est-à-dire « de la forteresse ») a retardé l'avancée des Vikings qui ont mis quatre mois pour atteindre Paris à partir de l'embouchure de la Seine.
Ce pont est détruit en 1203, par Jean sans Terre alors en guerre contre Philippe Auguste qui le reconstruit à partir de 1204.
En août 1346 les troupes anglaises d'Édouard III tentent de prendre, sans succès, le pont, mais brûlent la ville.
À noter que le passage du pont était soumis à un droit de pontage.
Ce deuxième pont s'écroula le 12 juillet 1856 et fut remplacé par un troisième qui fut édifié à partir de 1858. En 1876, cinq piles du vieux pont s'effondrèrent à la suite de la crue de la Seine. En 1934, le pont est remanié. Ce 3e pont sauta le 9 juin 1940, durant le combat de Pont-de-l'Arche lors de la bataille de France.
Un pont de bois le remplaça durant l'occupation. Il fut édifié de décembre 1940 au 8 juin 1941 et mis en service le 18 juin 1941.
Ce pont fut détruit par les bombardements alliés des 30 mai et 7 juin 1944. Le 25 août 1944, les Allemands quittent la ville, le lendemain la ville est libérée par les troupes canadiennes qui installent immédiatement un pont de bateaux.
En 1946, des pontons Whale du port Mulberry d'Arromanches sont amenés à Pont-de-l'Arche,.
Un nouveau pont d'une longueur de 300 mètres est ensuite construit et est inauguré le 29 janvier 1955 par Pierre Mendès France, président du Conseil. Il détient alors le record d'Europe des ponts soudés à poutres continues.

## Description
Il permet le passage à deux voies de circulation pour automobiles ainsi que deux vastes trottoirs (dont une partie cyclable). La vitesse est limitée à 50 km/h.

Sa présence permet la continuité de la route départementale 6015 de l'axe Vernon-Rouen.
La partie du pont qui enjambe l'Eure repose sur l'île Saint-Pierre. Au départ de la rive gauche, un escalier est aménagé pour accéder à cette île, soit à hauteur de la deuxième pile.
L'ouvrage actuel a été posé par : 
- entreprise Courbot pour les fondations ;
- établissements Schmid Bruneton Morin, Entreprises Métropolitaines et Coloniales & Société d'Entreprises Morineau pour le tablier.